# أنطونيو غونزاليس (رسام)
أنطونيو غونزاليس (بالإسبانية: Antonio González Velázquez) (و. 1723 – 1793 م) هو رسام إسباني، ولد في مدريد، توفي في مدريد، عن عمر يناهز 70 عاماً.

## التعليم
تعلم في الأكاديمية الملكية للفنون الجميلة في سان فرناندو ‏
.